# Neuer Markt (Bremen)

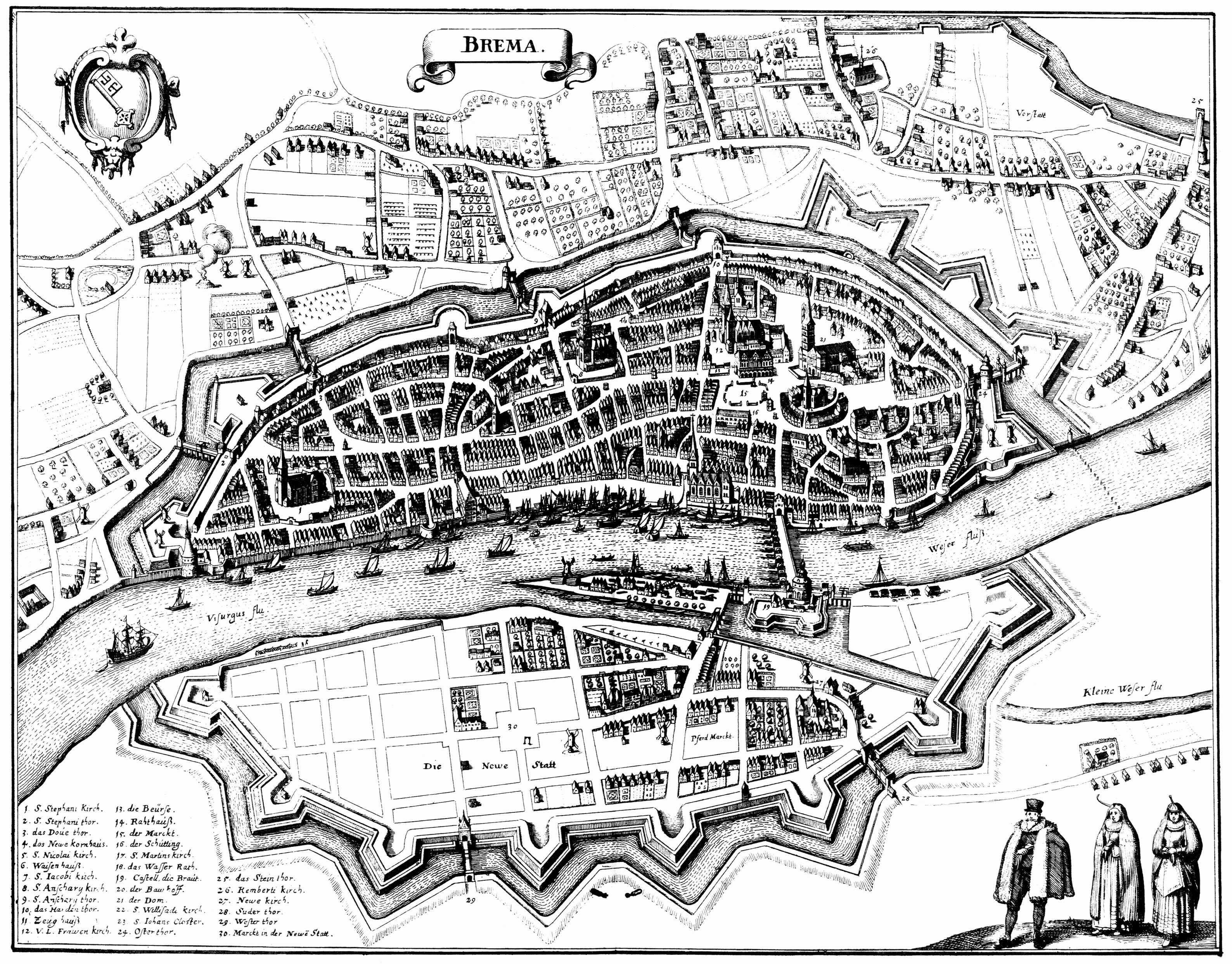
Merian-Plan von 1641, südlich die Neustadt

Der Neue Markt ist in Nord-Richtung ein langgestreckter, historischer Platz in Bremen im Stadtteil Neustadt.
Die am Platz befindlichen Straßen wurden u. a. benannt als Westerstraße und Osterstraße nach der Lage der Straßen, Am Neuen Markt, Plünkenstraße nach Plünnen oder Plunken (minderwertige Kleider), da hier die Trödler ansässig waren, Große Annenstraße und Kleine Annenstraße nach dem Vornamen Anne, Große Krankenstraße nach einem früheren Krankenhaus und Große Johannisstraße nach dem Namen Johann oder auch nach einem Heiligen Johannes.

## Geschichte
Die Alte Neustadt wurde als planmäßige Stadterweiterung im 17. Jahrhundert auf der linken Weserseite angelegt und mit Befestigungsanlagen umgeben. Eine platzartige Straße, die zum Pferdemarkt führte, entstand dabei in Fortsetzung der kleinen Brautbrücke über die Kleine Weser und der Brautstraße. Zunächst führte diese Anlage die alte Flurbezeichnung Am Weterkamp (Weizenkamp), seit 1689 dann Vor dem Krankenhaus. 1785 erhielt sie den Namen nach dem hier stattfindenden Schweinemarkt. Danach war der Name Achter der Höfwache üblich nach der Hauptwache, die zentral an der Nordseite Westerstraße stand und 1817 abgebrochen wurde.
1821 erhielt der Platz den Namen Neuer Markt. Im 19. Jahrhundert fanden hier nun die Wochenmärkte in der Neustadt statt.
2003, bei der Neugestaltung des Platzes nach Plänen von Stefan Grundner (Darmstadt), wurde die Straße Am Neuen Markt durch zwei Granitstufen mit der Platzzone verbunden. Mehrere Bäume mit großen Baumscheiben begrünen den Platz mit Klinkerbelag und diversen Sitzbänken. Der Platz ist heute eine eher ruhige Zone, da viele Geschäfte in der älteren Neustadt sich nunmehr an der westlichen Langemarckstraße, der östlichen Friedrich-Ebert-Straße oder der nördlichen Wester- bzw. Osterstraße befinden.

## Bauwerke
- An der Südseite des Neuen Marktes bzw. an der Großen Krankenstraße befindet sich die neue St. Pauli-Kirche von 1967 als Nachfolgerin des an der Osterstraße gelegenen, kriegszerstörten Kirchenbaus von 1682.
- Ansonsten ist der Platz von dreigeschossige Wohn- und Geschäftshäuser (u. a. Café, Kochstudio) mit Satteldächern und größtenteils mit Rotsteinfassaden umgeben.
- Am Neuen Markt 8–14: Sitz des Landesverbandes Deutscher Hausfrauen-Bund (DHB)

Kunstobjekte
- Vor der Kirche steht der Kleine Roland als Gegenstück zum Bremer Roland von 1404 als Symbol bürgerlicher Rechte und Freiheiten. Die Brunnensäule aus Sandstein entstand 1737 nach einem Entwurf des Bildhauers Theophilus Wilhelm Frese. Er ist Symbol des Freiheits- und Bürgerbegehren der Neustädter, die 1642 lediglich ein sehr eingeschränktes Bürgerrecht erhielten und das volle Bremer Bürgerrecht erst 1863 (!). Seit 1899 stand der Rolandbrunnen am Nordende des Neuen Marktes und seit 1965 an dessen Südende.
- Der Pferdebrunnen V, nördlich auf dem Platz, ist ein kleiner Trinkbrunnen von 1978 nach einem Entwurf von Gerhard Lange.

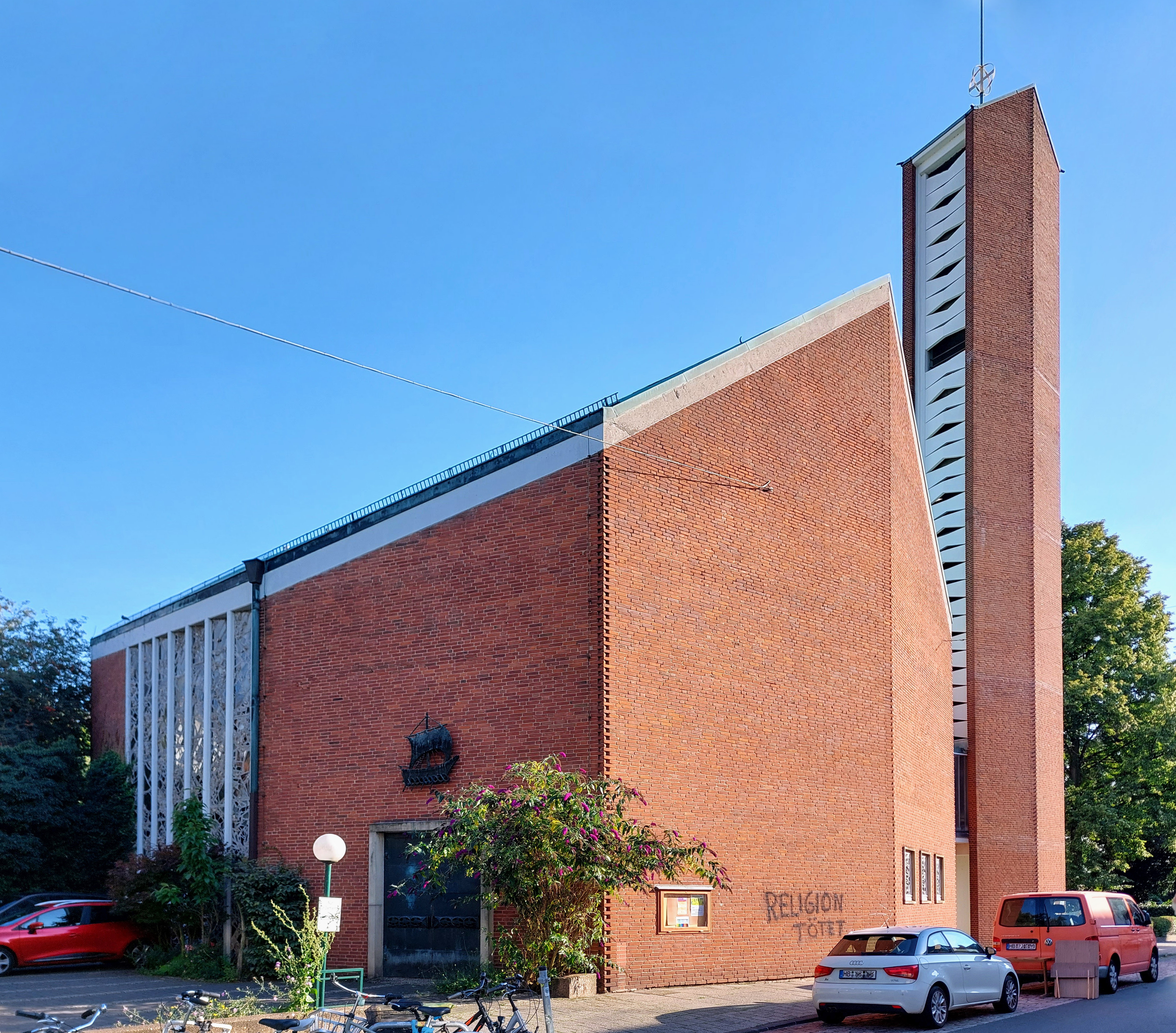
St.-Pauli-Kirche
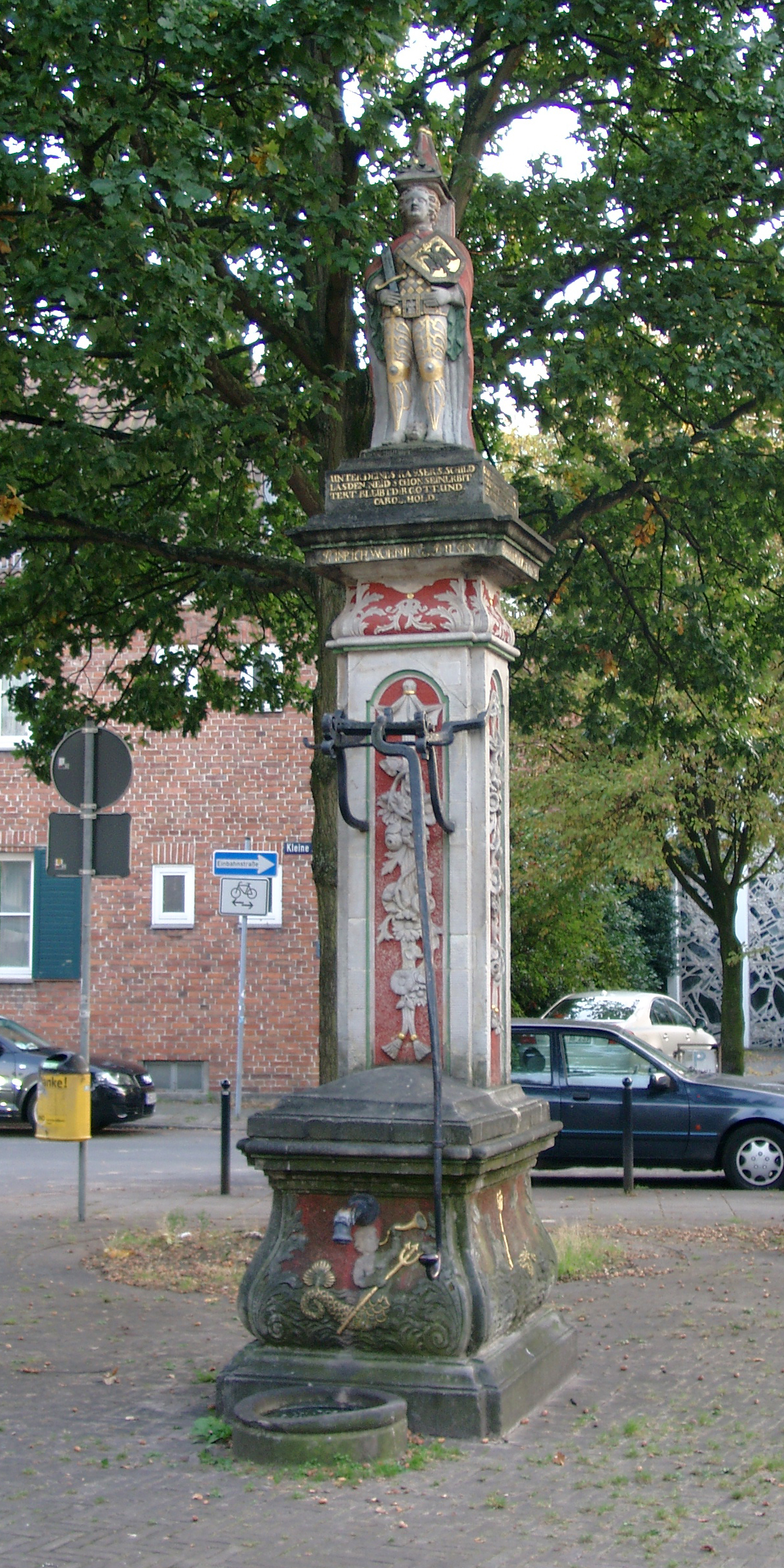
Kleiner Roland